# Hate Eternal
Hate Eternal — дэт-метал-группа из Сент-Питерсберг, штат Флорида.

## История
Hate Eternal была сформирована в 1997 году. В оригинальный состав группы входили: Эрик Рутан — гитара / вокал, бас-гитарист и совокалист Джаред Андерсон, барабанщик Тим Енг, и гитарист Дуг Серрито из группы Suffocation. Название группы произошло из старого демо Ripping Corpse.
В 2002 году барабанщика Тима Йенга (ранее Aurora Borealis, сейчас Divine Heresy, Morbid Angel, World Under Blood и Vital Remains) заменил Дерек Родди, и группа приступила к записи своего второго альбома, King of All Kings как трио — Эрик, Джаред и Дерек. Того же лета, Эрик Рутан расстался с Morbid Angel, заявив, что он хотел бы посвятить больше времени Hate Eternal.
За этим последовал международный тур в поддержку альбома King of All Kings, включая запись видео на Headbanger’s Ball MTV2 для сингла «Powers That Be». Вскоре Джаред Андерсон покинул группу из-за проблем с наркотиками. Музыкант из Южной Флориды Рэнди Пиро (друг Дерека) вступил в группу в качестве замены Джареда, и группа продолжила тур. После его завершения в декабре 2003 года группа взяла краткую паузу.
В 2004 году Hate Eternal начали работу над новым долгожданным альбомом после King of All Kings, который получил название «I, Monarch». Запись плохо началась, и альбом в конечном итоге был выпущен в июне 2005 года. Одобрен критиками и поклонниками, альбом выдвинул инновационный новый музыкальный подход в экстремальном металле, сохраняя элементы, скорость и жестокость, которые доминируют в жанре. Индивидуальность и коллективный талант группы в музыкальности и производства сиял, как никогда раньше.
После трудного тура по США в течение лета 2005 года, группа отменила своё европейское турне, запланированного на осень. Проведя большую часть зимы во внутренних разногласиях, Дерек Родди объявил о своем уходе из Hate Eternal в конце марта 2006 года.
В связи с продолжением тура, Эрик Рутан и Рэнди Пиро взяли бывшего барабанщика Dying Fetus Кевина Талли для выступлений в США весной, и Рено Киллерича для перенесено европейского турне. А 26 июля 2007 Эрик Рутан объявил Джейда Симонетто в качестве нового постоянного барабанщика группы.
На сегодняшний день, Hate Eternal выпустили 5 альбомов: Conquering the Throne (1999), King of All Kings (2002), I, Monarch (2005), Fury & Flames (2008) и Phoenix Amongst The Ashes (2011). Последние четыре полноценных альбома были продюсированы Рутаном.

### Текущий состав[2]
- Эрик Рутан — гитара / вокал (1997 - наст. время)
- ДжейДжей Хрюбовчек — бас-гитара (2009 - наст. время)

### Бывшие участники
- Шайн Келли — гитара (2007 - 2008)
- Джаред Андерсон — бас-гитара / вокал (1998 - 2003, умер в 2006)
- Рэнди Пиро — бас-гитара / вокал (2003 - 2007)
- Дерек Родди — ударные (2000 - 2006)
- Джейд Симонетто — ударные (2007 - 2013)

### Сессионные участники
- Алекс Уэбстер — студийный бас-гитарист в альбомах 1997-го и 2008 (Fury & Flames) года
- Доуг Церрито — студийный гитарист в альбоме 1999 года Conquering the Throne
- Тим Ёнг — студийный барабанщик в промо 1997 года и альбоме Conquering the Throne 1999-го
- Кевин Телли — сессионный барабанщик в Северо-Американском туре 2006 года
- Рено Киллерич — сессионный барабанщик в Европейском туре 2006 года
- Кети Декер — сессионный вокалист на Fury & Flames, в песне «Coronach"
- Ханнес Гросманн - сессионный барабанщик (2015 - наст. время)

## Дискография
- 1999: Conquering The Throne
- 2002: King Of All Kings
- 2005: I, Monarch[3]
- 2006: The Perilous Fight (DVD)
- 2008: Fury & Flames
- 2011: Phoenix Amongst The Ashes
- 2015: Infernus
- 2018: Upon Desolate Sands